# Lengenwang
Lengenwang là một đô thị ở Ostallgäu bang Bayern thuộc nước Đức.